# Диво (роман)
«Диво» (укр. Диво) — исторический роман украинского писателя Павла Загребельного, впервые опубликованный в 1968 году.
Действие романа происходит сразу в трёх эпохах: в конце X — начале XI веков, во время Великой Отечественной войны и в 1960-е годы. Главный герой первой сюжетной линии — художник Сивоок, по проекту которого строится Софийский собор в Киеве. Искусствовед Гордей Отава в 1941 году пытается спасти произведения древнерусского искусства от немецких оккупантов, его сын Борис выстраивает непростые отношения с художницей Таисией. Важную роль в действии играет Ярослав Мудрый — оппонент Сивоока.
«Диво» стало первым историческим романом Загребельного. Вначале писатель создавал книги исключительно о современности, но в 1961 году у него появилась идея романа о Киевской Руси. «Диво» было закончено и опубликовано в 1968 году. Вместе с «Евпраксией», «Смертью в Киеве» и «Первомостом» оно считается частью условного цикла романов, действие которых происходит в Древней Руси. Ключевые темы «Дива» — народный суд над историей, судьба русского язычества (Загребельный считал Софийский собор в Киеве памятником этой религии), неразрывность времён и влияние культурного наследия предков на повседневную жизнь в современную автору эпоху.